# Tetraria capillaris
Tetraria capillaris är en halvgräsart som först beskrevs av Ferdinand von Mueller, och fick sitt nu gällande namn av John McConnell Black. Tetraria capillaris ingår i släktet Tetraria och familjen halvgräs. Inga underarter finns listade i Catalogue of Life.